# Grand-Prix-Finale
Das Grand Prix of Figure Skating Final ist ein Eiskunstlaufwettbewerb der ISU-Grand-Prix-Serie. Sein Name wird oft mit „Grand-Prix-Finale“ abgekürzt. Eiskunstläufer der Elite treten in den Disziplinen Einzellauf Damen, Einzellauf Herren, Paarlaufen und Eistanzen gegeneinander an.
Das Grand-Prix-Finale ist der Abschlusswettbewerb der ISU-Grand-Prix-Serie, welches sich aus den Ergebnissen der anderen Wettbewerbe Skate America, Skate Canada, Trophée Eric Bompard, Cup of China, Cup of Russia, und NHK Trophy zusammensetzt. Die sechs Bestplatzierten aus jeder Disziplin bilden das Finale.
Die Regeln für das Finale verändern sich jedes Jahr. In den letzten Jahren starteten die Läufer beim Kurzprogramm in umgekehrter Reihenfolge ihrer Platzierungen bei der Grand-Prix-Serie, so dass die besten Läufer als letzte liefen. Die Startreihenfolge bei der Kür war in umgekehrter Reihenfolge der Platzierungen im Kurzprogramm. Bei anderen Wettbewerben der ISU werden die Startplätze meist per Losverfahren vergeben.
Das Preisgeld für das Finale sind 25.000 $ für den ersten Platz in jeder Disziplin (Paare müssen sich das Geld teilen); 18.000 $ für den zweiten Platz; 12.000 $ für den dritten Platz; 6.000 $ für den vierten Platz; 4.000 $ für den fünften Platz und 3.000 $ für den sechsten Platz.

## Medaillengewinner

### Herren
| Saison    | Austragungsort   | Gold                                 | Silber                               | Bronze                               |
| --------- | ---------------- | ------------------------------------ | ------------------------------------ | ------------------------------------ |
| 1995/1996 | Paris            | Alexei Urmanow                       | Elvis Stojko                         | Éric Millot                          |
| 1996/1997 | Hamilton         | Elvis Stojko                         | Todd Eldredge                        | Alexei Urmanow                       |
| 1997/1998 | München          | Ilja Kulik                           | Elvis Stojko                         | Todd Eldredge                        |
| 1998/1999 | Sankt Petersburg | Alexei Jagudin                       | Alexei Urmanow                       | Jewgeni Pljuschtschenko              |
| 1999/2000 | Lyon             | Jewgeni Pljuschtschenko              | Elvis Stojko                         | Timothy Goebel                       |
| 2000/2001 | Tokio            | Jewgeni Pljuschtschenko              | Alexei Jagudin                       | Matthew Savoie                       |
| 2001/2002 | Kitchener        | Alexei Jagudin                       | Jewgeni Pljuschtschenko              | Timothy Goebel                       |
| 2002/2003 | Sankt Petersburg | Jewgeni Pljuschtschenko              | Ilja Klimkin                         | Brian Joubert                        |
| 2003/2004 | Colorado Springs | Emanuel Sandhu                       | Jewgeni Pljuschtschenko              | Michael Weiss                        |
| 2004/2005 | Peking           | Jewgeni Pljuschtschenko              | Jeffrey Buttle                       | Li Chengjiang                        |
| 2005/2006 | Tokio            | Stéphane Lambiel                     | Jeffrey Buttle                       | Daisuke Takahashi                    |
| 2006/2007 | Sankt Petersburg | Brian Joubert                        | Daisuke Takahashi                    | Nobunari Oda                         |
| 2007/2008 | Turin            | Stéphane Lambiel                     | Daisuke Takahashi                    | Evan Lysacek                         |
| 2008/2009 | Goyang           | Jeremy Abbott                        | Takahiko Kozuka                      | Johnny Weir                          |
| 2009/2010 | Tokio            | Evan Lysacek                         | Nobunari Oda                         | Johnny Weir                          |
| 2010/2011 | Peking           | Patrick Chan                         | Nobunari Oda                         | Takahiko Kozuka                      |
| 2011/2012 | Québec           | Patrick Chan                         | Daisuke Takahashi                    | Javier Fernández                     |
| 2012/2013 | Sotschi          | Daisuke Takahashi                    | Yuzuru Hanyū                         | Patrick Chan                         |
| 2013/2014 | Fukuoka          | Yuzuru Hanyū                         | Patrick Chan                         | Nobunari Oda                         |
| 2014/2015 | Barcelona        | Yuzuru Hanyū                         | Javier Fernández                     | Sergei Woronow                       |
| 2015/2016 | Barcelona        | Yuzuru Hanyū                         | Javier Fernández                     | Shōma Uno                            |
| 2016/2017 | Marseille        | Yuzuru Hanyū                         | Nathan Chen                          | Shōma Uno                            |
| 2017/2018 | Nagoya           | Nathan Chen                          | Shōma Uno                            | Michail Koljada                      |
| 2018/2019 | Vancouver        | Nathan Chen                          | Shōma Uno                            | Cha Jun-hwan                         |
| 2019/2020 | Turin            | Nathan Chen                          | Yuzuru Hanyū                         | Kévin Aymoz                          |
| 2020/2021 | Peking           | abgesagt wegen der COVID-19-Pandemie | abgesagt wegen der COVID-19-Pandemie | abgesagt wegen der COVID-19-Pandemie |
| 2021/2022 | Osaka            | abgesagt wegen der COVID-19-Pandemie | abgesagt wegen der COVID-19-Pandemie | abgesagt wegen der COVID-19-Pandemie |
| 2022/2023 | Turin            | Shōma Uno                            | Sota Yamamoto                        | Ilia Malinin                         |
| 2023/2024 | Peking           | Ilia Malinin                         | Shōma Uno                            | Yūma Kagiyama                        |
| 2024/2025 | Grenoble         | Ilia Malinin                         | Yūma Kagiyama                        | Shun Satō                            |

### Damen
| Saison    | Austragungsort   | Gold                                 | Silber                               | Bronze                               |
| --------- | ---------------- | ------------------------------------ | ------------------------------------ | ------------------------------------ |
| 1995/1996 | Paris            | Michelle Kwan                        | Irina Sluzkaja                       | Josée Chouinard                      |
| 1996/1997 | Hamilton         | Tara Lipinski                        | Michelle Kwan                        | Irina Sluzkaja                       |
| 1997/1998 | München          | Tara Lipinski                        | Tanja Szewczenko                     | Marija Butyrskaja                    |
| 1998/1999 | Sankt Petersburg | Tatjana Malinina                     | Marija Butyrskaja                    | Irina Sluzkaja                       |
| 1999/2000 | Lyon             | Irina Sluzkaja                       | Michelle Kwan                        | Marija Butyrskaja                    |
| 2000/2001 | Tokio            | Irina Sluzkaja                       | Michelle Kwan                        | Sarah Hughes                         |
| 2001/2002 | Kitchener        | Irina Sluzkaja                       | Michelle Kwan                        | Sarah Hughes                         |
| 2002/2003 | Sankt Petersburg | Sasha Cohen                          | Irina Sluzkaja                       | Wiktorija Woltschkowa                |
| 2003/2004 | Colorado Springs | Fumie Suguri                         | Sasha Cohen                          | Shizuka Arakawa                      |
| 2004/2005 | Peking           | Irina Sluzkaja                       | Shizuka Arakawa                      | Joannie Rochette                     |
| 2005/2006 | Tokio            | Mao Asada                            | Irina Sluzkaja                       | Yukari Nakano                        |
| 2006/2007 | Sankt Petersburg | Kim Yuna                             | Mao Asada                            | Sarah Meier                          |
| 2007/2008 | Turin            | Kim Yuna                             | Mao Asada                            | Carolina Kostner                     |
| 2008/2009 | Goyang           | Mao Asada                            | Kim Yuna                             | Carolina Kostner                     |
| 2009/2010 | Tokio            | Kim Yuna                             | Miki Andō                            | Akiko Suzuki                         |
| 2010/2011 | Peking           | Alissa Czisny                        | Carolina Kostner                     | Kanako Murakami                      |
| 2011/2012 | Québec           | Carolina Kostner                     | Akiko Suzuki                         | Aljona Leonowa                       |
| 2012/2013 | Sotschi          | Mao Asada                            | Ashley Wagner                        | Akiko Suzuki                         |
| 2013/2014 | Fukuoka          | Mao Asada                            | Julija Lipnizkaja                    | Ashley Wagner                        |
| 2014/2015 | Barcelona        | Jelisaweta Tuktamyschewa             | Jelena Radionowa                     | Ashley Wagner                        |
| 2015/2016 | Barcelona        | Jewgenija Medwedewa                  | Satoko Miyahara                      | Jelena Radionowa                     |
| 2016/2017 | Marseille        | Jewgenija Medwedewa                  | Satoko Miyahara                      | Anna Pogorilaja                      |
| 2017/2018 | Nagoya           | Alina Sagitowa                       | Marija Sotskowa                      | Kaetlyn Osmond                       |
| 2018/2019 | Vancouver        | Rika Kihira                          | Alina Sagitowa                       | Jelisaweta Tuktamyschewa             |
| 2019/2020 | Turin            | Alena Kostornaia                     | Anna Schtscherbakowa                 | Alexandra Trussowa                   |
| 2020/2021 | Peking           | abgesagt wegen der COVID-19-Pandemie | abgesagt wegen der COVID-19-Pandemie | abgesagt wegen der COVID-19-Pandemie |
| 2021/2022 | Osaka            | abgesagt wegen der COVID-19-Pandemie | abgesagt wegen der COVID-19-Pandemie | abgesagt wegen der COVID-19-Pandemie |
| 2022/2023 | Turin            | Mai Mihara                           | Isabeau Levito                       | Loena Hendrickx                      |
| 2023/2024 | Peking           | Kaori Sakamoto                       | Loena Hendrickx                      | Hana Yoshida                         |
| 2024/2025 | Grenoble         | Amber Glenn                          | Mone Chiba                           | Kaori Sakamoto                       |

### Paare
| Saison    | Austragungsort   | Gold                                    | Silber                                  | Bronze                                     |
| --------- | ---------------- | --------------------------------------- | --------------------------------------- | ------------------------------------------ |
| 1995/1996 | Paris            | Jewgenija Schischkowa / Wadim Naumow    | Marina Jelzowa / Andrei Buschkow        | Mandy Wötzel / Ingo Steuer                 |
| 1996/1997 | Hamilton         | Mandy Wötzel / Ingo Steuer              | Oxana Kasakowa / Artur Dmitrijew        | Marina Jelzowa / Andrei Buschkow           |
| 1997/1998 | München          | Jelena Bereschnaja / Anton Sicharulidse | Mandy Wötzel / Ingo Steuer              | Oxana Kasakowa / Artur Dmitrijew           |
| 1998/1999 | Sankt Petersburg | Shen Xue / Zhao Hongbo                  | Jelena Bereschnaja / Anton Sicharulidse | Marija Petrowa / Alexei Tichonow           |
| 1999/2000 | Lyon             | Shen Xue / Zhao Hongbo                  | Sarah Abitbol / Stéphane Bernadis       | Jelena Bereschnaja / Anton Sicharulidse    |
| 2000/2001 | Tokio            | Jamie Salé / David Pelletier            | Jelena Bereschnaja / Anton Sicharulidse | Shen Xue / Zhao Hongbo                     |
| 2001/2002 | Kitchener        | Jamie Salé / David Pelletier            | Jelena Bereschnaja / Anton Sicharulidse | Shen Xue / Zhao Hongbo                     |
| 2002/2003 | Sankt Petersburg | Tatjana Totmjanina / Maxim Marinin      | Shen Xue / Zhao Hongbo                  | Marija Petrowa / Alexei Tichonow           |
| 2003/2004 | Colorado Springs | Shen Xue / Zhao Hongbo                  | Tatjana Totmjanina / Maxim Marinin      | Marija Petrowa / Alexei Tichonow           |
| 2004/2005 | Peking           | Shen Xue / Zhao Hongbo                  | Marija Petrowa / Alexei Tichonow        | Pang Qing / Tong Jian                      |
| 2005/2006 | Tokio            | Tatjana Totmjanina / Maxim Marinin      | Zhang Dan / Zhang Hao                   | Aljona Savchenko / Robin Szolkowy          |
| 2006/2007 | Sankt Petersburg | Shen Xue / Zhao Hongbo                  | Aljona Savchenko / Robin Szolkowy       | Zhang Dan / Zhang Hao                      |
| 2007/2008 | Turin            | Aljona Savchenko / Robin Szolkowy       | Zhang Dan / Zhang Hao                   | Pang Qing / Tong Jian                      |
| 2008/2009 | Goyang           | Pang Qing / Tong Jian                   | Zhang Dan / Zhang Hao                   | Aljona Savchenko / Robin Szolkowy          |
| 2009/2010 | Tokio            | Shen Xue / Zhao Hongbo                  | Pang Qing / Tong Jian                   | Aljona Savchenko / Robin Szolkowy          |
| 2010/2011 | Peking           | Aljona Savchenko / Robin Szolkowy       | Pang Qing / Tong Jian                   | Sui Wenjing / Han Cong                     |
| 2011/2012 | Québec           | Aljona Savchenko / Robin Szolkowy       | Tatjana Wolossoschar / Maxim Trankow    | Juko Kawaguti / Alexander Smirnow          |
| 2012/2013 | Sotschi          | Tatjana Wolossoschar / Maxim Trankow    | Wera Basarowa / Juri Larionow           | Pang Qing / Tong Jian                      |
| 2013/2014 | Fukuoka          | Aljona Savchenko / Robin Szolkowy       | Tatjana Wolossoschar / Maxim Trankow    | Pang Qing / Tong Jian                      |
| 2014/2015 | Barcelona        | Meagan Duhamel / Eric Radford           | Xenija Stolbowa / Fjodor Klimow         | Sui Wenjing / Han Cong                     |
| 2015/2016 | Barcelona        | Xenija Stolbowa / Fjodor Klimow         | Meagan Duhamel / Eric Radford           | Juko Kawaguti / Alexander Smirnow          |
| 2016/2017 | Marseille        | Jewgenija Tarassowa / Wladimir Morosow  | Yu Xiaoyu / Zhang Hao                   | Meagan Duhamel / Eric Radford              |
| 2017/2018 | Nagoya           | Aljona Savchenko / Bruno Massot         | Sui Wenjing / Han Cong                  | Meagan Duhamel / Eric Radford              |
| 2018/2019 | Vancouver        | Vanessa James / Morgan Ciprès           | Peng Cheng / Jin Yang                   | Jewgenija Tarassowa / Wladimir Morosow     |
| 2019/2020 | Turin            | Sui Wenjing / Han Cong                  | Peng Cheng / Jin Yang                   | Anastassija Mischina / Alexander Galljamow |
| 2020/2021 | Peking           | abgesagt wegen der COVID-19-Pandemie    | abgesagt wegen der COVID-19-Pandemie    | abgesagt wegen der COVID-19-Pandemie       |
| 2021/2022 | Osaka            | abgesagt wegen der COVID-19-Pandemie    | abgesagt wegen der COVID-19-Pandemie    | abgesagt wegen der COVID-19-Pandemie       |
| 2022/2023 | Turin            | Riku Miura / Ryūichi Kihara             | Alexa Knierim / Brandon Frazier         | Sara Conti / Niccolo Macii                 |
| 2023/2024 | Peking           | Minerva-Fabienne Hase / Nikita Wolodin  | Sara Conti / Niccolò Macii              | Deanna Stellato-Dudek / Maxime Deschamps   |
| 2024/2025 | Grenoble         | Minerva-Fabienne Hase / Nikita Wolodin  | Riku Miura / Ryūichi Kihara             | Anastassia Metelkina / Luka Berulawa       |

### Eistanzen
| Saison    | Austragungsort   | Gold                                    | Silber                                  | Bronze                                  |
| --------- | ---------------- | --------------------------------------- | --------------------------------------- | --------------------------------------- |
| 1995/1996 | Paris            | Oxana Grischtschuk / Jewgeni Platow     | Anschelika Krylowa / Oleg Owsjannikow   | Marina Anissina / Gwendal Peizerat      |
| 1996/1997 | Hamilton         | Shae-Lynn Bourne / Victor Kraatz        | Anschelika Krylowa / Oleg Owsjannikow   | Marina Anissina / Gwendal Peizerat      |
| 1997/1998 | München          | Oxana Grischtschuk / Jewgeni Platow     | Shae-Lynn Bourne / Victor Kraatz        | Marina Anissina / Gwendal Peizerat      |
| 1998/1999 | Sankt Petersburg | Anschelika Krylowa / Oleg Owsjannikow   | Marina Anissina / Gwendal Peizerat      | Margarita Drobiazko / Povilas Vanagas   |
| 1999/2000 | Lyon             | Marina Anissina / Gwendal Peizerat      | Barbara Fusar-Poli / Maurizio Margaglio | Margarita Drobiazko / Povilas Vanagas   |
| 2000/2001 | Tokio            | Barbara Fusar-Poli / Maurizio Margaglio | Irina Lobatschowa / Ilja Awerbuch       | Margarita Drobiazko / Povilas Vanagas   |
| 2001/2002 | Kitchener        | Shae-Lynn Bourne / Victor Kraatz        | Marina Anissina / Gwendal Peizerat      | Margarita Drobiazko / Povilas Vanagas   |
| 2002/2003 | Sankt Petersburg | Irina Lobatschowa / Ilja Awerbuch       | Tatjana Nawka / Roman Kostomarow        | Albena Denkowa / Maxim Stawiski         |
| 2003/2004 | Colorado Springs | Tatjana Nawka / Roman Kostomarow        | Albena Denkowa / Maxim Stawiski         | Tanith Belbin / Benjamin Agosto         |
| 2004/2005 | Peking           | Tatjana Nawka / Roman Kostomarow        | Tanith Belbin / Benjamin Agosto         | Albena Denkowa / Maxim Stawiski         |
| 2005/2006 | Tokio            | Tatjana Nawka / Roman Kostomarow        | Elena Hruschyna / Ruslan Hontscharow    | Marie-France Dubreuil / Patrice Lauzon  |
| 2006/2007 | Sankt Petersburg | Albena Denkowa / Maxim Stawiski         | Marie-France Dubreuil / Patrice Lauzon  | Oxana Domnina / Maxim Schabalin         |
| 2007/2008 | Turin            | Oxana Domnina / Maxim Schabalin         | Tanith Belbin / Benjamin Agosto         | Isabelle Delobel / Olivier Schoenfelder |
| 2008/2009 | Goyang           | Isabelle Delobel / Olivier Schoenfelder | Oxana Domnina / Maxim Schabalin         | Meryl Davis / Charlie White             |
| 2009/2010 | Tokio            | Meryl Davis / Charlie White             | Tessa Virtue / Scott Moir               | Nathalie Péchalat / Fabian Bourzat      |
| 2010/2011 | Peking           | Meryl Davis / Charlie White             | Nathalie Péchalat / Fabian Bourzat      | Vanessa Crone / Paul Poirier            |
| 2011/2012 | Québec           | Meryl Davis / Charlie White             | Tessa Virtue / Scott Moir               | Nathalie Péchalat / Fabian Bourzat      |
| 2012/2013 | Sotschi          | Meryl Davis / Charlie White             | Tessa Virtue / Scott Moir               | Nathalie Péchalat / Fabian Bourzat      |
| 2013/2014 | Fukuoka          | Meryl Davis / Charlie White             | Tessa Virtue / Scott Moir               | Nathalie Péchalat / Fabian Bourzat      |
| 2014/2015 | Barcelona        | Kaitlyn Weaver / Andrew Poje            | Madison Chock / Evan Bates              | Gabriella Papadakis / Guillaume Cizeron |
| 2015/2016 | Barcelona        | Kaitlyn Weaver / Andrew Poje            | Madison Chock / Evan Bates              | Anna Cappellini / Luca Lanotte          |
| 2016/2017 | Marseille        | Tessa Virtue / Scott Moir               | Gabriella Papadakis / Guillaume Cizeron | Maia Shibutani / Alex Shibutani         |
| 2017/2018 | Nagoya           | Gabriella Papadakis / Guillaume Cizeron | Tessa Virtue / Scott Moir               | Maia Shibutani / Alex Shibutani         |
| 2018/2019 | Vancouver        | Madison Hubbell / Zachary Donohue       | Wiktorija Sinizina / Nikita Kazalapow   | Charlène Guignard / Marco Fabbri        |
| 2019/2020 | Turin            | Gabriella Papadakis / Guillaume Cizeron | Madison Chock / Evan Bates              | Madison Hubbell / Zachary Donohue       |
| 2020/2021 | Peking           | abgesagt wegen der COVID-19-Pandemie    | abgesagt wegen der COVID-19-Pandemie    | abgesagt wegen der COVID-19-Pandemie    |
| 2021/2022 | Osaka            | abgesagt wegen der COVID-19-Pandemie    | abgesagt wegen der COVID-19-Pandemie    | abgesagt wegen der COVID-19-Pandemie    |
| 2022/2023 | Turin            | Piper Gilles / Paul Poirier             | Madison Chock / Evan Bates              | Charlène Guignard / Marco Fabbri        |
| 2023/2024 | Peking           | Madison Chock / Evan Bates              | Charlène Guignard / Marco Fabbri        | Piper Gilles / Paul Poirier             |
| 2024/2025 | Grenoble         | Madison Chock / Evan Bates              | Charlène Guignard / Marco Fabbri        | Lilah Fear / Lewis Gibson               |